# Modern historia
Modern historia eller modern tid, också känd i Nordeuropa som nya tiden eller nyare tiden, är ett samlingsbegrepp över den historiska tidsperiod som följde efter medeltidens slut, tog sin början omkring sekelskiftet 1500 och pågår fram till nutid.
Modern tid kan vidare uppdelas i tidig modern tid och senmodern tid, där den senare perioden avser tiden efter franska revolutionen, och inleds med den industriella revolutionen. 
Olika händelser har fått ange medeltidens slut och den moderna tidens början. Till exempel renässansen under 1400-talet, bysantinska Konstantinopels fall till Ottomanska riket 1453, återerövringen av det muslimska Spanien 1492, Christofer Columbus resa till Amerika 1492 eller den protestantiska reformationen under 1500-talet. 
I riktningar inom arkeologin i Sverige räknas ibland den nyare tiden från ungefär sekelskiftet 1900,[källa behövs] men startar som tidepok år 1521.
Termen bör inte förväxlas med samhällsföreteelsen modernitet eller strömningen modernism inom konsten.

## Europas historias epoker
- Förhistorisk tid
- Historisk tid
- Klassiska antiken
- Senantiken
- Medeltiden
- Renässansen
- Tidigmodern tid